# Auditor
Ein Auditor (von lateinisch audire „hören, vernehmen, zuhören, verhören“) ist eine Person, die ein Audit durchführt und dabei durch Befragen, Beobachten, Zuhören überprüft, wie sich eine Person oder Organisation entwickelt und ob Vorgaben eingehalten werden.

## Im Qualitäts-, Energie-, Unternehmensberatungs-, Hygiene-, Umwelt-, Datenschutz- und Arbeitsschutzmanagement
Der Auditor überprüft regelmäßig das Managementsystem in Wirtschaftsunternehmen, Verwaltungen und Organisationen.

### Interner Auditor
Der interne Auditor prüft im Auftrag der Geschäftsleitung in internen Audits die Entwicklung des Managementsystems oder Teile davon in Abteilungen und Filialen eines Unternehmens durch System- und Prozessaudits ebenso wie Lieferanten durch Lieferantenaudits. 
Es ist einer Organisation erlaubt und möglich die Funktion des internen Auditors an externe Dienstleister, beispielsweise Unternehmensberatungen zu vergeben.  Der Dienstleister führt dann im Auftrag der Organisation die meist jährlich anfallenden Überprüfungsaudits durch.

### Externer Auditor
Der externe Auditor ist von der zu untersuchenden Firma unabhängig und überprüft im Auftrag einer Zertifizierungsgesellschaft im Rahmen der fortlaufenden Zertifizierung regelmäßig, meist alle drei Jahre, den aktuellen Stand des Managementsystems. Dabei werden das gesamte Managementsystem, wichtige zentrale und stichpunktartig einzelne weitere Prozesse untersucht. Bei positivem Resultat wird eine Erstzertifizierung erteilt bzw. die Aufrechterhaltung des Zertifikats bestätigt.
Eingesetzt wird der externe Auditor in jener Branche, in der er der Zertifizierungsgesellschaft nachzuweisende, fundierte fachliche Erfahrung besitzt.

### Spezialformen
- Audit des Datenschutzes
- Audit des Information Security Management Systems
- Audit der Guten Agrarpraxis (GAP)
- Audit der Guten Herstellungspraxis (GHP, englisch: GMP), besonders in der Pharmaindustrie
- Audit der Guten klinischen Praxis (GCP)
- Audit der Guten Laborpraxis (GLP), besonders in der Pharmaindustrie
- Ethik-Audit, Begutachtung der Einhaltung ethischer Standards (keine Kinderarbeit, keine Diskriminierung eines Geschlechts, keine rassistische Diskriminierung)
- Hygiene Audit, Begutachtung medizinischer und sozialer Einrichtungen, Restaurants oder anderer Lebensmittelbetriebe zur Einhaltung hygienischer Standards wie Gefahrenanalyse und kritische Kontrollpunkte (HACCP) oder International Featured Standard (IFS)
- Legal-Compliance-Audit, Überprüfung der Rechtssicherheit (Verträge, Gesetze, Normen)
- Lieferantenaudit bei Lieferanten von Rohstoffen, Zukaufteilen oder Dienstleistungen, um die Leistung der Lieferanten zu analysieren und ggf. zu verbessern
- Risk-Management-Audit, Überprüfung des Risikomanagements

### Ausbildung
Die Ausbildung von Auditoren für Managementsysteme ist in der ISO 19011 geregelt. Für die verschiedenen Managementsysteme und Audittypen gibt es zahlreiche Anbieter zur Ausbildung interner und externer Auditoren.
Interner Auditor
Die Ausbildung interner Auditoren wird oft als sogenannte Inhouse-Schulung durchgeführt; der Ausbilder geht in das Unternehmen und schult dort die vorgesehenen Mitarbeiter. Dabei kann auf die Anforderungen des Unternehmens besonders eingegangen und anhand von Praxisbeispielen des eigenen Unternehmens unterwiesen werden. Die Ausbildung wird mit einer Prüfung abgeschlossen.
Externer Auditor (in Deutschland)
Externe Auditoren werden an zertifizierten Ausbildungsstätten ausgebildet, wie beispielsweise der DGQ, der DQS oder dem TÜV. Als Vorqualifikation gilt die bestandene Prüfung zum Qualitätsmanagementbeauftragten (QMB). Nach Beendigung des Kurses ist für den Teilnehmer eine schriftliche Prüfung verpflichtend, um ein das Logo des Deutschen Akkreditierungsrates (DAR) oder der Nachfolgeorganisation Deutsche Akkreditierungsstelle (DAkkS) aufweisendes Zertifikat zu erlangen.
Um für eine Zertifizierungsgesellschaft als Auditor tätig werden zu dürfen, muss der Prüfling weitere Kriterien erfüllen. Zuerst muss er eine bestimmte Anzahl an Personentagen als „Beobachter“ einen erfahrenen Auditor beobachten, danach wiederum eine bestimmte Anzahl an Personentagen selbst unter Aufsicht eines erfahrenen Auditors auditieren. Erst wenn diese Zeiten innerhalb einer bestimmten Frist erbracht wurden und der angehende Auditor eine positive Beurteilung des erfahrenen Auditors erhalten hat, ist es möglich, die Zulassung als Auditor zu erlangen. Hierzu sind sowohl die Ergebnisse der schriftlichen Prüfung, als auch das Auditlog und die Beurteilung bei der zuständigen Stelle einzureichen. Diese Stelle entscheidet dann, ob und für welche Branchen (abhängig vom Ausbildungsberuf/Studienabschluss) der Antragsteller zugelassen wird. Ein neu zugelassener Auditor darf jedoch nur periodische Audits alleine durchführen oder in einem Team mit einem Lead-Auditor arbeiten. Erst wenn der „neue“ Auditor eine bestimmte Anzahl an Audits durchgeführt hat, darf er als Acting-Lead-Auditor (leitender Auditor unter Aufsicht) unter der Aufsicht eines Lead-Auditors agieren. Nach einer bestimmten Anzahl an Audits als Acting-Lead-Auditor kann er wiederum selbst als Lead-Auditor zugelassen werden und darf dann auch Erstzertifizierungen im Auftrag einer akkreditierte Stelle durchführen. Zur Rezertifizierung seines Auditoren-Personenzertifikats muss er alle drei Jahre eine festgelegte Anzahl an durchgeführten Audits nachweisen. Diese sind durch Bestätigungen der betreuten Unternehmen oder Auditberichte zu belegen. Möchte ein Auditor seine Qualifikation um eine weitere Branche erweitern, so muss er in der Regel mit der akkreditierten Stelle ein „Fachgespräch“ führen, in dem er beweisen muss, dass er genügend Kenntnisse besitzt, um Unternehmen dieser Branche auditieren zu können.

### Weitere Q-Berufe
- Qualitätsmanagementbeauftragte (QMB)
- Qualitätsmanager

## In Verwaltung und Gerichtsbarkeit

### Kanonisches Recht
Auditoren waren u. a. Beamte der römischen Kurie: Mit Auditoriat wurde die päpstliche Gesandtschaftsschreiberei bezeichnet. Noch heute wird ein höherrangiger diplomatischer Mitarbeiter einer Nuntiatur als „Uditore“ bezeichnet, ebenso die Rechtsbeistände der päpstlichen Behörden. Des Weiteren heißen die Vernehmungsrichter an römisch-katholischen Kirchengerichten „Auditoren“.

### Kastilische Rechtstradition
Auditoren (oidores) bildeten im Rechtswesen des Königreichs Kastilien seit dem Hochmittelalter eine von zwei Arten von königlichen Richtern (neben den alcaides). Die Bezeichnung breitete sich von hier aus auf der iberischen Halbinsel und im gesamten spanischen Imperium aus und ist in dessen Nachfolgestaaten teils noch heute geläufig. Bis heute werden im spanischen Gerichtssystem kollegiale Berufungs- und Obergerichte als Audiencia bezeichnet, und die dort tätigen Richter hießen noch im 19. Jahrhundert oidores.

### Schweizer Justiz
In der Militärjustiz der Schweiz bezeichnet Auditor bzw. Oberauditor eine Funktion als Justizoffizier nach Art. 4 des Militärstrafprozesses (MStP). Der Auditor erlässt die Einstellungsverfügung oder das Strafmandat; gegebenenfalls erhebt er Anklage und vertritt die Anklage vor Gericht (Art. 4b MStP). Der Oberauditor ist für die Verwaltung der Militärjustiz unter Aufsicht des Eidgenössischen Departements für Verteidigung, Bevölkerungsschutz und Sport zuständig. Er überwacht die Tätigkeit der Auditoren und Untersuchungsrichter und teilt den Gerichten die Gerichtsschreiber zu. Der Oberauditor und sein Stellvertreter werden vom Bundesrat für eine Amtsdauer von vier Jahren gewählt. Der Oberauditor bekleidet den Grad eines Brigadiers, sein Stellvertreter den Grad eines Obersten oder Oberstleutnants (Art. 16, 17 MStP).
Im Kanton Zürich ist ein Auditor eine Person, die für ihre Ausbildung bei einem Gericht zu arbeiten wünscht. Ein juristisches Praktikum in der zürcherischen Rechtspflege (Auditorat) von mindestens zwölf Nettomonaten ist Voraussetzung für die Zulassung zur Anwaltsprüfung.

## In Religionsgemeinschaften
Im Manichäismus, Teilen der Gnosis und späteren, an diese anschließenden Bewegungen wie zum Beispiel bei den Katharern wurden als Auditores oder Audientes jene Mitglieder bezeichnet, welche nicht alle Verpflichtungen dieser Religion übernehmen wollten oder konnten, und daher nur als „Zuhörer“ an rituellen Vollzügen und Glaubensunterweisungen (etwa vergleichbar dem Katechumenat des Christentums) teilnahmen (vgl. auch Electi).